# Sailors Don't Care
Sailors Don't Care é um filme mudo do gênero comédia produzido no Reino Unido e lançado em 1928.